# 2525 O'Steen
2525 O'Steen eller 1981 VG är en asteroid i huvudbältet som upptäcktes den 2 november 1981 av den amerikanske astronomen Brian A. Skiff vid Anderson Mesa Station. Den har fått sitt namn efter upptäckarens mor Mary Elizabeth O'Steen Skiff.
Asteroiden har en diameter på ungefär 7 kilometer och den tillhör asteroidgruppen Themis.